# Wereldkampioenschappen mountainbike
De wereldkampioenschappen mountainbike worden sinds 1990 jaarlijks georganiseerd door de Internationale Wielrenunie (UCI). Er worden WK's verreden in vier verschillende disciplines van het mountainbiken: cross-country (vanaf 1990), downhill (vanaf 1990), trial (vanaf 1995), 4-Cross (vanaf 2002). In 2001 en 2002 werd ook de discipline dual slalom georganiseerd. De discipline 'marathon' was tijdens de eerste editie in 2003 nog onderdeel van het WK mountainbike, maar kent vanaf 2004 een apart wereldkampioenschap.
Het wereldkampioenschap is samen met de wereldbeker en de Olympische Spelen de belangrijkste wedstrijd voor mountainbikers.

## Cross-country

### Mannen
| Jaar | Plaats           | Organiserend land   | Wereldkampioen       | Zilver               | Brons                |
| ---- | ---------------- | ------------------- | -------------------- | -------------------- | -------------------- |
| 1990 | Durango          | Verenigde Staten    | Ned Overend          | Thomas Frischknecht  | Tim Gould            |
| 1991 | Ciocco           | Italië              | John Tomac           | Thomas Frischknecht  | Ned Overend          |
| 1992 | Bromont          | Canada              | Henrik Djernis       | Thomas Frischknecht  | David Baker          |
| 1993 | Métabief         | Frankrijk           | Henrik Djernis       | Marcel Gerritsen     | Jan Erik Østergaard  |
| 1994 | Vail             | Verenigde Staten    | Henrik Djernis       | Tinker Juarez        | Bart Brentjens       |
| 1995 | Kirchzarten      | Duitsland           | Bart Brentjens       | Miguel Martinez      | Jan Erik Østergaard  |
| 1996 | Cairns           | Australië           | Thomas Frischknecht  | Rune Høydahl         | Hubert Pallhuber     |
| 1997 | Château-d'Œx     | Zwitserland         | Hubert Pallhuber     | Henrik Djernis       | Luca Bramati         |
| 1998 | Mont-Sainte-Anne | Canada              | Christophe Dupouey   | Jérôme Chiotti       | Filip Meirhaeghe     |
| 1999 | Åre              | Zweden              | Michael Rasmussen    | Miguel Martinez      | Filip Meirhaeghe     |
| 2000 | Sierra Nevada    | Spanje              | Miguel Martinez      | Roland Green         | Bart Brentjens       |
| 2001 | Vail             | Verenigde Staten    | Roland Green         | Thomas Frischknecht  | Christoph Sauser     |
| 2002 | Kaprun           | Oostenrijk          | Roland Green         | Filip Meirhaeghe     | Thomas Frischknecht  |
| 2003 | Lugano           | Zwitserland         | Filip Meirhaeghe     | Ryder Hesjedal       | Roel Paulissen       |
| 2004 | Les Gets         | Frankrijk           | Julien Absalon       | Cédric Ravanel       | Thomas Frischknecht  |
| 2005 | Livigno          | Italië              | Julien Absalon       | Christoph Sauser     | José Antonio Hermida |
| 2006 | Rotorua          | Nieuw-Zeeland       | Julien Absalon       | Christoph Sauser     | Fredrik Kessiakoff   |
| 2007 | Fort William     | Verenigd Koninkrijk | Julien Absalon       | Ralph Näf            | Florian Vogel        |
| 2008 | Val di Sole      | Italië              | Christoph Sauser     | Florian Vogel        | Ralph Näf            |
| 2009 | Canberra         | Australië           | Nino Schurter        | Julien Absalon       | Florian Vogel        |
| 2010 | Mont-Sainte-Anne | Canada              | José Antonio Hermida | Jaroslav Kulhavý     | Burry Stander        |
| 2011 | Champéry         | Zwitserland         | Jaroslav Kulhavý     | Nino Schurter        | Julien Absalon       |
| 2012 | Saalfelden       | Oostenrijk          | Nino Schurter        | Lukas Flückiger      | Mathias Flückiger    |
| 2013 | Pietermaritzburg | Zuid-Afrika         | Nino Schurter        | Manuel Fumic         | José Antonio Hermida |
| 2014 | Hafjell          | Noorwegen           | Julien Absalon       | Nino Schurter        | Marco Fontana        |
| 2015 | Vallnord         | Andorra             | Nino Schurter        | Julien Absalon       | Ondřej Cink          |
| 2016 | Nové Město       | Tsjechië            | Nino Schurter        | Jaroslav Kulhavý     | Julien Absalon       |
| 2017 | Cairns           | Australië           | Nino Schurter        | Jaroslav Kulhavý     | Thomas Litscher      |
| 2018 | Lenzerheide      | Zwitserland         | Nino Schurter        | Gerhard Kerschbaumer | Mathieu van der Poel |
| 2019 | Mont-Sainte-Anne | Canada              | Nino Schurter        | Mathias Flückiger    | Stéphane Tempier     |
| 2020 | Leogang          | Oostenrijk          | Jordan Sarrou        | Mathias Flückiger    | Titouan Carod        |
| 2021 | Val di Sole      | Italië              | Nino Schurter        | Mathias Flückiger    | Victor Koretzky      |
| 2022 | Les Gets         | Frankrijk           | Nino Schurter        | David Valero         | Luca Braidot         |
| 2023 | Glasgow          | Verenigd Koninkrijk | Tom Pidcock          | Samuel Gaze          | Nino Schurter        |
| 2024 | Vallnord         | Andorra             | Alan Hatherly        | Victor Koretzky      | Tom Pidcock          |
| 2025 | Wallis           | Zwitserland         |                      |                      |                      |
| 2026 | Val di Sole      | Italië              |                      |                      |                      |

#### Meervoudige winnaars
| Overwinningen | Renner         | Land        | Jaren                                   |
| ------------- | -------------- | ----------- | --------------------------------------- |
| 10            | Nino Schurter  | Zwitserland | 2009 + 2012–2013 + 2015–2019, 2021-2022 |
| 5             | Julien Absalon | Frankrijk   | 2004–2007 + 2014                        |
| 3             | Henrik Djernis | Denemarken  | 1992–1994                               |
| 2             | Roland Green   | Canada      | 2001–2002                               |

#### Overwinningen per land
| Land                | Aantal |
| ------------------- | ------ |
| Zwitserland         | 12     |
| Frankrijk           | 8      |
| Denemarken          | 4      |
| Verenigde Staten    | 2      |
| Canada              | 2      |
| Nederland           | 1      |
| België              | 1      |
| Spanje              | 1      |
| Italië              | 1      |
| Tsjechië            | 1      |
| Verenigd Koninkrijk | 1      |
| Zuid-Afrika         | 1      |

### Vrouwen
| Jaar | Plaats           | Organiserend land   | Wereldkampioen         | Zilver                 | Brons                  |
| ---- | ---------------- | ------------------- | ---------------------- | ---------------------- | ---------------------- |
| 1990 | Durango          | Verenigde Staten    | Juli Furtado           | Sara Ballantyne        | Ruthie Matthes         |
| 1991 | Ciocco           | Italië              | Ruthie Matthes         | Eva Orvosova           | Silvia Fürst           |
| 1992 | Bromont          | Canada              | Silvia Fürst           | Alison Sydor           | Ruthie Matthes         |
| 1993 | Métabief         | Frankrijk           | Paola Pezzo            | Jeannie Longo          | Ruthie Matthes         |
| 1994 | Vail             | Verenigde Staten    | Alison Sydor           | Susan DeMattei         | Sara Ballantyne        |
| 1995 | Kirchzarten      | Duitsland           | Alison Sydor           | Silvia Fürst           | Chantal Daucourt       |
| 1996 | Cairns           | Australië           | Alison Sydor           | Ruthie Matthes         | Maria Paola Turcutto   |
| 1997 | Château-d'Œx     | Zwitserland         | Paola Pezzo            | Nadia De Negri         | Margarita Fullana      |
| 1998 | Mont-Sainte-Anne | Canada              | Laurence Leboucher     | Gunn-Rita Dahle Flesjå | Alison Sydor           |
| 1999 | Åre              | Zweden              | Margarita Fullana      | Alison Sydor           | Paola Pezzo            |
| 2000 | Sierra Nevada    | Spanje              | Margarita Fullana      | Alison Sydor           | Paola Pezzo            |
| 2001 | Vail             | Verenigde Staten    | Alison Dunlap          | Alison Sydor           | Sabine Spitz           |
| 2002 | Kaprun           | Oostenrijk          | Gunn-Rita Dahle Flesjå | Anna Szafraniec        | Sabine Spitz           |
| 2003 | Lugano           | Zwitserland         | Sabine Spitz           | Alison Sydor           | Irina Kalentjeva       |
| 2004 | Les Gets         | Frankrijk           | Gunn-Rita Dahle Flesjå | Maja Włoszczowska      | Alison Sydor           |
| 2005 | Livigno          | Italië              | Gunn-Rita Dahle Flesjå | Maja Włoszczowska      | Petra Henzi            |
| 2006 | Rotorua          | Nieuw-Zeeland       | Gunn-Rita Dahle Flesjå | Irina Kalentjeva       | Marie-Hélène Prémont   |
| 2007 | Fort William     | Verenigd Koninkrijk | Irina Kalentjeva       | Sabine Spitz           | Jingjing Wang          |
| 2008 | Val di Sole      | Italië              | Margarita Fullana      | Sabine Spitz           | Irina Kalentjeva       |
| 2009 | Canberra         | Australië           | Irina Kalentjeva       | Lene Byberg            | Willow Koerber         |
| 2010 | Mont-Sainte-Anne | Canada              | Maja Włoszczowska      | Irina Kalentjeva       | Willow Koerber         |
| 2011 | Champéry         | Zwitserland         | Catharine Pendrel      | Maja Włoszczowska      | Eva Lechner            |
| 2012 | Saalfelden       | Oostenrijk          | Julie Bresset          | Gunn-Rita Dahle Flesjå | Georgia Gould          |
| 2013 | Pietermaritzburg | Zuid-Afrika         | Julie Bresset          | Maja Włoszczowska      | Esther Süss            |
| 2014 | Hafjell          | Noorwegen           | Catharine Pendrel      | Irina Kalentjeva       | Lea Davison            |
| 2015 | Vallnord         | Andorra             | Pauline Ferrand-Prévot | Irina Kalentjeva       | Jana Belomoina         |
| 2016 | Nové Město       | Tsjechië            | Annika Langvad         | Lea Davison            | Emily Batty            |
| 2017 | Cairns           | Australië           | Jolanda Neff           | Annie Last             | Pauline Ferrand-Prévot |
| 2018 | Lenzerheide      | Zwitserland         | Kate Courtney          | Annika Langvad         | Emily Batty            |
| 2019 | Mont-Sainte-Anne | Canada              | Pauline Ferrand-Prévot | Jolanda Neff           | Rebecca McConnell      |
| 2020 | Leogang          | Oostenrijk          | Pauline Ferrand-Prévot | Eva Lechner            | Rebecca McConnell      |
| 2021 | Val di Sole      | Italië              | Evie Richards          | Anne Terpstra          | Sina Frei              |
| 2022 | Les Gets         | Frankrijk           | Pauline Ferrand-Prévot | Jolanda Neff           | Haley Batten           |
| 2023 | Glasgow          | Verenigd Koninkrijk | Pauline Ferrand-Prévot | Loana Lecomte          | Puck Pieterse          |
| 2024 | Vallnord         | Andorra             | Puck Pieterse          | Anne Terpstra          | Martina Berta          |
| 2025 | Wallis           | Zwitserland         |                        |                        |                        |
| 2026 | Val di Sole      | Italië              |                        |                        |                        |

#### Meervoudige winnaars
| Overwinningen | Renster                | Land      | Jaren                        |
| ------------- | ---------------------- | --------- | ---------------------------- |
| 5             | Pauline Ferrand-Prévot | Frankrijk | 2015 + 2019–2020 + 2022-2023 |
| 4             | Gunn-Rita Dahle Flesjå | Noorwegen | 2002 + 2004–2006             |
| 3             | Alison Sydor           | Canada    | 1994–1996                    |
| 3             | Margarita Fullana      | Spanje    | 1999–2000 + 2008             |
| 2             | Paola Pezzo            | Italië    | 1993 + 1997                  |
| 2             | Irina Kalentjeva       | Rusland   | 2007 + 2009                  |
| 2             | Catharine Pendrel      | Canada    | 2011 + 2014                  |
| 2             | Julie Bresset          | Frankrijk | 2012 + 2013                  |

#### Overwinningen per land
| Land                | Aantal |
| ------------------- | ------ |
| Frankrijk           | 8      |
| Canada              | 5      |
| Noorwegen           | 4      |
| Verenigde Staten    | 4      |
| Duitsland           | 3      |
| Italië              | 2      |
| Rusland             | 2      |
| Zwitserland         | 2      |
| Denemarken          | 1      |
| Duitsland           | 1      |
| Verenigd Koninkrijk | 1      |
| Polen               | 1      |
| Nederland           | 1      |

## Cross-country elektrisch ondersteund

### Mannen
| Jaar | Plaats           | Organiserend land | Wereldkampioen | Zilver         | Brons               |
| ---- | ---------------- | ----------------- | -------------- | -------------- | ------------------- |
| 2019 | Mont-Sainte-Anne | Canada            | Alan Hatherly  | Jérôme Gilloux | Julien Absalon      |
| 2020 | Leogang          | Oostenrijk        | Tom Pidcock    | Jérôme Gilloux | Simon Andreassen    |
| 2021 | Val di Sole      | Italië            | Jérôme Gilloux | Hugo Pigeon    | Christopher Blevins |

### Vrouwen
| Jaar | Plaats           | Organiserend land | Wereldkampioen      | Zilver             | Brons               |
| ---- | ---------------- | ----------------- | ------------------- | ------------------ | ------------------- |
| 2019 | Mont-Sainte-Anne | Canada            | Nathalie Schneitter | Maghalie Rochette  | Anneke Beerten      |
| 2020 | Leogang          | Oostenrijk        | Mélanie Pugin       | Kathrin Stirnemann | Nathalie Schneitter |
| 2021 | Val di Sole      | Italië            | Nicole Göldi        | Laura Charles      | Sofia Wiedenroth    |

## Cross-country short track

### Mannen
| Jaar | Plaats      | Organiserend land | Wereldkampioen      | Zilver            | Brons             |
| ---- | ----------- | ----------------- | ------------------- | ----------------- | ----------------- |
| 2021 | Val di Sole | Italië            | Christopher Blevins | Henrique Avancini | Maximilian Brandl |

### Vrouwen
| Jaar | Plaats      | Organiserend land | Wereldkampioen | Zilver        | Brons                  |
| ---- | ----------- | ----------------- | -------------- | ------------- | ---------------------- |
| 2021 | Val di Sole | Italië            | Sina Frei      | Evie Richards | Pauline Ferrand-Prévot |

## Cross-country eliminator

### Mannen
| Jaar | Plaats           | Organiserend land | Wereldkampioen        | Zilver            | Brons               |
| ---- | ---------------- | ----------------- | --------------------- | ----------------- | ------------------- |
| 2012 | Saalfelden       | Oostenrijk        | Ralph Näf             | Miha Halzer       | Daniel Federspiel   |
| 2013 | Pietermaritzburg | Zuid-Afrika       | Paul van der Ploeg    | Daniel Federspiel | Catriel Andrés Soto |
| 2014 | Hafjell          | Noorwegen         | Fabrice Mels          | Emil Lindgren     | Kévin Miquel        |
| 2015 | Vallnord         | Andorra           | Daniel Federspiel     | Samuel Gaze       | Simon Gegenheimer   |
| 2016 | Nové Město       | Tsjechië          | Daniel Federspiel     | Simon Gegenheimer | Fabrice Mels        |
| 2017 | Chengdu          | China             | Titouan Perrin-Ganier | Simon Gegenheimer | Lorenzo Serres      |
| 2018 | Chengdu          | China             | Titouan Perrin-Ganier | Hugo Briatta      | Lorenzo Serres      |
| 2019 | Waregem          | België            | Titouan Perrin-Ganier | Hugo Briatta      | Joel Burman         |
| 2020 | Leuven           | België            | Titouan Perrin-Ganier | Simon Gegenheimer | Anton Olstam        |

#### Meervoudige winnaars
| Overwinningen | Renner                | Land       | Jaren     |
| ------------- | --------------------- | ---------- | --------- |
| 4             | Titouan Perrin-Ganier | Frankrijk  | 2017–2020 |
| 2             | Daniel Federspiel     | Oostenrijk | 2015–2016 |

#### Overwinningen per land
| Land        | Aantal |
| ----------- | ------ |
| Frankrijk   | 4      |
| Oostenrijk  | 2      |
| Australië   | 1      |
| België      | 1      |
| Zwitserland | 1      |

### Vrouwen
| Jaar | Plaats           | Organiserend land | Wereldkampioen     | Zilver              | Brons                 |
| ---- | ---------------- | ----------------- | ------------------ | ------------------- | --------------------- |
| 2012 | Saalfelden       | Oostenrijk        | Alexandra Engen    | Jolanda Neff        | Aleksandra Dawidowicz |
| 2013 | Pietermaritzburg | Zuid-Afrika       | Alexandra Engen    | Jolanda Neff        | Linda Indergand       |
| 2014 | Hafjell          | Noorwegen         | Kathrin Stirnemann | Linda Indergand     | Ingrid Bøe Jacobsen   |
| 2015 | Vallnord         | Andorra           | Linda Indergand    | Ingrid Bøe Jacobsen | Kathrin Stirnemann    |
| 2016 | Nové Město       | Tsjechië          | Linda Indergand    | Kathrin Stirnemann  | Ramona Forchini       |
| 2017 | Chengdu          | China             | Kathrin Stirnemann | Ella Holmegård      | Perrine Clauzel       |
| 2018 | Chengdu          | China             | Coline Clauzure    | Iryna Popova        | Marion Fromberger     |
| 2019 | Waregem          | België            | Gaia Tormena       | Isaure Medde        | Coline Clauzure       |
| 2020 | Leuven           | België            | Isaure Medde       | Gaia Tormena        | Fem van Empel         |

#### Meervoudige winnaars
| Overwinningen | Renster            | Land        | Jaren      |
| ------------- | ------------------ | ----------- | ---------- |
| 2             | Alexandra Engen    | Zweden      | 2012–2013  |
| 2             | Linda Indergand    | Zwitserland | 2015–2016  |
| 2             | Kathrin Stirnemann | Zwitserland | 2014, 2017 |

#### Overwinningen per land
| Land        | Aantal |
| ----------- | ------ |
| Zwitserland | 4      |
| Zweden      | 2      |
| Frankrijk   | 2      |
| Italië      | 1      |

## Teamrelay (gemengde aflossing)
| Jaar | Plaats           | Organiserend land   | Wereldkampioen                                                                                       | Zilver | Brons                                                                                               |
| ---- | ---------------- | ------------------- | --- | --- | --------------------------------------------------------------------------------------------------- |
| 1999 | Are              | Zweden              | Spanje Roberto Lezaun, Margarita Fullana, Carlos Coloma, José Antonio Hermida                        | Frankrijk Miguel Martinez, Sandra Temporelli, Julien Absalon, Nicolas Filippi                                 | Canada Roland Green, Alison Sydor, Ryder Hesjedal, Ricky Federau                                    |
| 2000 | Sierra Nevada    | Spanje              | Spanje Roberto Lezaun, Margarita Fullana, Iñaki Lejarreta, José Antonio Hermida                      | Zwitserland Florian Vogel, Christoph Sauser, Barbara Blatter, Silvio Bundi                                    | Italië Marco Bui, Leonardo Zanotti, Mirko Faranisi, Paola Pezzo                                     |
| 2001 | Vail             | Verenigde Staten    | Canada Ryder Hesjedal, Roland Green, Adam Coates,Chrissy Redden                                      | Australië Sid Taberlay, Mary Grigson, Trent Lowe,Cadel Evans                                                  | Spanje José Antonio Hermida, Carlos Coloma, Iñaki Lejarreta, Janet Puiggros                         |
| 2002 | Kaprun           | Oostenrijk          | Canada Alison Sydor, Max Plaxton, Roland Green, Ryder Hesjedal                                       | Frankrijk Cédric Ravanel, Laurence Leboucher, Jean Eudes, Julien Absalon                                      | Zwitserland Petra Henzi, Lukas Flückiger, Thomas Frischknecht, Florian Vogel                        |
| 2003 | Lugano           | Zwitserland         | Polen Kryspin Pyrgies, Anna Szafraniec, Piotr Formicki, Marcin Karcznski                             | Zwitserland Barbara Blatter, Nino Schurter, Balz Weber, Ralph Näf                                             | Canada Christina Redden, Max Plaxton, Ricky Federau, Roland Green                                   |
| 2004 | Les Gets         | Frankrijk           | Canada Geoff Kabush, Plaxton Maximiliam, Bisaro Kiara, Raphael Gagne                                 | Zwitserland Ralph Näf, Florian Vogel, Nino Schurter, Barbara Blatter                                          | Polen Marcin Karczynski, Kryspin Pyrgies, Pawel Szpila, Maja Włoszczowska                           |
| 2005 | Livigno          | Italië              | Spanje Ruben Ruzafa, Oliver Aviles, Rocio Gamonal, José Antonio Hermida                              | Italië Marco Bui, Tony Longo, Eva Lechner, Johannes Schweiggl                                                 | Frankrijk Alexis Vuillermoz, Stéphane Tempier, Severine Hansen, Cédric Ravanel                      |
| 2006 | Rotorua          | Nieuw-Zeeland       | Zwitserland Florian Vogel, Martin Fanger, Petra Henzi, Nino Schurter                                 | Italië Tony Longo, Cristian Cominelli, Eva Lechner, Yader Zoli                                                | Polen Marcin Karczynski, Adrian Dzialakiewicz, Maja Włoszczowska, Kryspin Pyrgies                   |
| 2007 | Fort William     | Verenigd Koninkrijk | Zwitserland Florian Vogel, Thomas Litscher, Petra Henzi, Nino Schurter                               | Polen Marcin Karczynski, Piotr Brzozka, Maja Włoszczowska, Dariusz Batek                                      | Verenigde Staten Georgia Gould, Ethan Gilmour, Samuel Schultz, Adam Craig                           |
| 2008 | Val di Sole      | Italië              | Frankrijk Jean-Christophe Péraud, Arnaud Jouffroy, Laurence Leboucher, Alexis Vuillermoz             | Zwitserland Florian Vogel, Matthias Rupp, Petra Henzi, Nino Schurter                                          | Italië Marco Fontana, Gerhard Kerschbaumer, Eva Lechner, Cristian Cominelli                         |
| 2009 | Canberra         | Australië           | Italië Marco Fontana, Gerhard Kerschbaumer, Eva Lechner, Cristian Cominelli                          | Canada Raphael Gagne, Geoff Kabush, Evan Guthrie, Catharine Pendrel                                           | Frankrijk Alexis Vuillermoz, Cédric Ravanel, Hugo Drechou, Cécile Ravanel                           |
| 2010 | Mt-St-Anne       | Canada              | Zwitserland Thomas Litscher, Roger Walder, Katrin Leumann, Ralph Näf                                 | Duitsland Manuel Fumic, Julian Schelb, Sabine Spitz, Marcel Fleschhut                                         | Tsjechië Jaroslav Kulhavý, Ondřej Cink, Kateřina Nash, Tomas Paprstka                               |
| 2011 | Champéry         | Zwitserland         | Frankrijk Fabien Canal, Victor Koretzky, Julie Bresset, Maxime Marotte                               | Zwitserland Thomas Litscher, Lars Förster, Nathalie Schneitter, Nino Schurter                                 | Italië Gerhard Kerschbaumer, Lorenzo Samparisi, Eva Lechner, Marco Fontana                          |
| 2012 | Saalfelden       | Oostenrijk          | Italië Luca Braidot, Beltain Schmid, Eva Lechner, Marco Fontana                                      | Frankrijk Jordan Sarrou, Victor Koretzky, Julie Bresset,Maxime Marotte                                        | Duitsland Markus Schulte-Luenzum, Martin Frey, Sabine Spitz, Manuel Fumic                           |
| 2013 | Pietermaritzburg | Zuid-Afrika         | Italië Marco Fontana, Gioele Bertolini, Eva Lechner, Gerhard Kerschbaumer                            | Frankrijk Jordan Sarrou, Raphaël Gay, Julie Bresset, Maxime Marotte                                           | Duitsland Markus Schulte-Lünzum, Georg Egger, Hanna Klein, Manuel Fumic                             |
| 2014 | Hafjell          | Noorwegen           | Frankrijk Jordan Sarrou, Hugo Pigeon, Pauline Ferrand-Prévot, Maxime Marotte                         | Zwitserland Andri Frichknecht, Filippo Colombo, Jolanda Neff, Nino Schurter                                   | Tsjechië Krystof Bogar, Jan Rajchart, Kateřina Nash, Jaroslav Kulhavý                               |
| 2015 | Vallnord         | Andorra             | Frankrijk Victor Koretzky, Antoine Phillip, Pauline Ferrand-Prévot, Jordan Sarrou                    | Denemarken Simon Andreassen, Niels Rasmussen, Annika Langvad, Sebastian Carstensen                            | Italië Gioele Bertolini, Francesco Bonetto, Eva Lechner, Marco Fontana                              |
| 2016 | Nové Město       | Tsjechië            | Frankrijk Victor Koretzky, Benjamin Le Ny, Pauline Ferrand-Prévot, Jordan Sarrou                     | Tsjechië Matej Prudek, Richard Holec, Kateřina Nash, Jaroslav Kulhavý                                         | Zwitserland Filippo Colombo, Vital Albin, Sina Frei, Lars Förster                                   |
| 2017 | Cairns           | Australië           | Zwitserland Filippo Colombo, Joel Roth, Sina Frei, Jolanda Neff, Nino Schurter                       | Denemarken Sebastian Carstensen, Alexander Andersen, Malene Degn, Annika Langvad, Simon Andreassen            | Frankrijk Mathis Azzaro, Neilo Perrin Ganier, Pauline Ferrand-Prévot, Léna Gérault, Jordan Sarrou   |
| 2018 | Lenzerheide      | Zwitserland         | Zwitserland Filippo Colombo, Alexandre Balmer, Sina Frei, Jolanda Neff, Nino Schurter                | Duitsland Leon Kaiser, Elisabeth Brandau, Maximilian Brandl, Ronja Eibl, Manuel Fumic                         | Denemarken Sebastian Fini, Alexander Andersen, Malene Degn, Annika Langvad, Simon Andreassen        |
| 2019 | Mt-St-Anne       | Canada              | Zwitserland Joel Roth, Janis Baumann, Sina Frei, Jolanda Neff, Nino Schurter                         | Verenigde Staten Christopher Blevins, Riley Amos, Haley Batten, Kate Courtney, Keegan Swenson                 | Frankrijk Thibault Daniel, Luca Martin, Pauline Ferrand-Prévot, Loana Lecomte, Jordan Sarrou        |
| 2020 | Leogang          | Oostenrijk          | Frankrijk Mathis Azzaro, Luca Martin, Loana Lecomte, Léna Gérault, Olivia Onesti, Jordan Sarrou      | Italië Luca Braidot, Eva Lechner, Filippo Agostinacchio, Nicole Pesse, Marika Tovo, Juri Zanotti              | Zwitserland Luke Wiedmann, Thomas Litscher, Sina Frei, Noëlle Buri, Elisa Alvarez, Alexandre Balmer |
| 2021 | Val di Sole      | Italië              | Frankrijk Mathis Azzaro, Adrien Boichis, Léna Gérault, Tatiana Tournut, Line Burquier, Jordan Sarrou | Verenigde Staten Christopher Blevins, Brayden Johnson, Savilia Blunk, Ruth Holcomb, Kate Courtney, Riley Amos | Duitsland Leon Kaiser, Paul Schehl, Sina van Thiel, Nina Benz, Ronja Eibl, Luca Schwarzbauer        |

#### Meervoudige winnaars
| Overwinningen | Land        | Jaren                          |
| ------------- | ----------- | ------------------------------ |
| 7             | Frankrijk   | 2008 + 2011 + 2014–2016 + 2020 |
| 6             | Zwitserland | 2006–2007 + 2010 + 2017-2019   |
| 3             | Canada      | 2001–2002 + 2004               |
| 3             | Italië      | 2009 + 2012–2013               |
| 3             | Spanje      | 1999–2000 + 2005               |

#### Overwinningen per land
| Land        | Aantal |
| ----------- | ------ |
| Zwitserland | 6      |
| Frankrijk   | 6      |
| Canada      | 3      |
| Italië      | 3      |
| Spanje      | 3      |
| Polen       | 1      |

## Downhill

### Mannen
| Jaar | Plaats           | Organiserend land   | Wereldkampioen   | Zilver            | Brons               |
| ---- | ---------------- | ------------------- | ---------------- | ----------------- | ------------------- |
| 1990 | Durango          | Verenigde Staten    | Greg Herbold     | Mike Kloser       | Paul Thomasberg     |
| 1991 | Ciocco           | Italië              | Albert Iten      | John Tomac        | Glen Adams          |
| 1992 | Bromont          | Canada              | Dave Cullinan    | Jimmy Deaton      | Christian Taillefer |
| 1993 | Métabief         | Frankrijk           | Mike King        | Paolo Caramellino | Myles Rockwell      |
| 1994 | Vail             | Verenigde Staten    | François Gachet  | Tommy Johansson   | Corrado Hérin       |
| 1995 | Kirchzarten      | Duitsland           | Nicolas Vouilloz | François Gachet   | Mike King           |
| 1996 | Cairns           | Australië           | Nicolas Vouilloz | Shaun Palmer      | Bas de Bever        |
| 1997 | Château-d'Œx     | Zwitserland         | Nicolas Vouilloz | John Tomac        | Cédric Gracia       |
| 1998 | Mt-St-Anne       | Canada              | Nicolas Vouilloz | Gerwin Peters     | Mickael Pascal      |
| 1999 | Are              | Zweden              | Nicolas Vouilloz | Mickael Pascal    | Eric Carter         |
| 2000 | Sierra Nevada    | Spanje              | Myles Rockwell   | Steve Peat        | Mickael Pascal      |
| 2001 | Vail             | Verenigde Staten    | Nicolas Vouilloz | Steve Peat        | Greg Minnaar        |
| 2002 | Kaprun           | Oostenrijk          | Nicolas Vouilloz | Steve Peat        | Chris Kovarik       |
| 2003 | Lugano           | Zwitserland         | Greg Minnaar     | Mickael Pascal    | Fabien Barel        |
| 2004 | Les Gets         | Frankrijk           | Fabien Barel     | Greg Minnaar      | Sam Hill            |
| 2005 | Livigno          | Italië              | Fabien Barel     | Sam Hill          | Greg Minnaar        |
| 2006 | Rotorua          | Nieuw-Zeeland       | Sam Hill         | Greg Minnaar      | Nathan Rennie       |
| 2007 | Fort William     | Verenigd Koninkrijk | Sam Hill         | Fabien Barel      | Gee Atherton        |
| 2008 | Val di Sole      | Italië              | Gee Atherton     | Steve Peat        | Sam Hill            |
| 2009 | Canberra         | Australië           | Steve Peat       | Greg Minnaar      | Michael Hannah      |
| 2010 | Mt-St-Anne       | Canada              | Sam Hill         | Steve Smith       | Greg Minnaar        |
| 2011 | Champéry         | Zwitserland         | Danny Hart       | Damien Spagnolo   | Samuel Blenkinsop   |
| 2012 | Saalfelden       | Oostenrijk          | Greg Minnaar     | Gee Atherton      | Steve Smith         |
| 2013 | Pietermaritzburg | Zuid-Afrika         | Greg Minnaar     | Michael Hannah    | Jared Graves        |
| 2014 | Hafjell          | Noorwegen           | Gee Atherton     | Josh Bryceland    | Troy Brosnan        |
| 2015 | Vallnord         | Andorra             | Loïc Bruni       | Greg Minnaar      | Josh Bryceland      |
| 2016 | Val di Sole      | Italië              | Danny Hart       | Laurie Greenland  | Florent Payet       |
| 2017 | Cairns           | Australië           | Loïc Bruni       | Michael Hannah    | Aaron Gwin          |
| 2018 | Lenzerheide      | Zwitserland         | Loïc Bruni       | Martin Maes       | Danny Hart          |
| 2019 | Mt-St-Anne       | Canada              | Loïc Bruni       | Troy Brosnan      | Amaury Pierron      |
| 2020 | Leogang          | Oostenrijk          | Reece Wilson     | David Trummer     | Remi Thirion        |
| 2021 | Val di Sole      | Italië              | Greg Minnaar     | Benoit Coulanges  | Troy Brosnan        |
| 2022 | Les Gets         | Frankrijk           | Loïc Bruni       | Amaury Pierron    | Loris Vergier       |
| 2023 | Fort William     | Verenigd Koninkrijk | Charlie Hatton   | Andreas Kolb      | Laurie Greenland    |

#### Meervoudige winnaars
| Overwinningen | Renner           | Land                | Jaren                 |
| ------------- | ---------------- | ------------------- | --------------------- |
| 7             | Nicolas Vouilloz | Frankrijk           | 1995–1999 + 2001–2002 |
| 5             | Loïc Bruni       | Frankrijk           | 2015 + 2017-2019      |
| 3             | Greg Minnaar     | Zuid-Afrika         | 2003 + 2012–2013      |
| 3             | Samuel Hill      | Australië           | 2006–2007 + 2010      |
| 2             | Gee Atherton     | Verenigd Koninkrijk | 2008 + 2014           |
| 2             | Fabien Barel     | Frankrijk           | 2004 + 2005           |
| 2             | Danny Hart       | Verenigd Koninkrijk | 2011 + 2016           |

#### Overwinningen per land
| Land                | Aantal |
| ------------------- | ------ |
| Frankrijk           | 15     |
| Verenigd Koninkrijk | 7      |
| Verenigde Staten    | 4      |
| Australië           | 3      |
| Zuid-Afrika         | 3      |
| Zwitserland         | 1      |

### Vrouwen
| Jaar | Plaats           | Organiserend land   | Wereldkampioen         | Zilver            | Brons            |
| ---- | ---------------- | ------------------- | ---------------------- | ----------------- | ---------------- |
| 1990 | Durango          | Verenigde Staten    | Cindy Devine           | Elladee Brown     | Penny Davidson   |
| 1991 | Ciocco           | Italië              | Giovanna Bonazzi       | Nathalie Fiat     | Cindy Devine     |
| 1992 | Bromont          | Canada              | Juli Furtado           | Kim Sonier        | Cindy Devine     |
| 1993 | Métabief         | Frankrijk           | Giovanna Bonazzi       | Kim Sonier        | Missy Giove      |
| 1994 | Vail             | Verenigde Staten    | Missy Giove            | Sophie Kempf      | Giovanna Bonazzi |
| 1995 | Kirchzarten      | Duitsland           | Leigh Donovan          | Mercedes Gonzalez | Giovanna Bonazzi |
| 1996 | Cairns           | Australië           | Anne-Caroline Chausson | Leigh Donovan     | Missy Giove      |
| 1997 | Château-d'Œx     | Zwitserland         | Anne-Caroline Chausson | Marielle Saner    | Katja Repo       |
| 1998 | Mt-St-Anne       | Canada              | Anne-Caroline Chausson | Nolvenn LeCaer    | Cheri Elliott    |
| 1999 | Are              | Zweden              | Anne-Caroline Chausson | Katja Repo        | Sari Jorgensen   |
| 2000 | Sierra Nevada    | Spanje              | Anne-Caroline Chausson | Katja Repo        | Marla Streb      |
| 2001 | Vail             | Verenigde Staten    | Anne-Caroline Chausson | Fionn Griffiths   | Leigh Donovan    |
| 2002 | Kaprun           | Oostenrijk          | Anne-Caroline Chausson | Fionn Griffiths   | Missy Giove      |
| 2003 | Lugano           | Zwitserland         | Anne-Caroline Chausson | Sabrina Jonnier   | Nolvenn LeCaer   |
| 2004 | Les Gets         | Frankrijk           | Vanessa Quin           | Mio Suemasa       | Céline Gros      |
| 2005 | Livigno          | Italië              | Anne-Caroline Chausson | Sabrina Jonnier   | Emmeline Ragot   |
| 2006 | Rotorua          | Nieuw-Zeeland       | Sabrina Jonnier        | Tracy Moseley     | Rachel Atherton  |
| 2007 | Fort William     | Verenigd Koninkrijk | Sabrina Jonnier        | Rachel Atherton   | Tracey Hannah    |
| 2008 | Val di Sole      | Italië              | Rachel Atherton        | Sabrina Jonnier   | Emmeline Ragot   |
| 2009 | Canberra         | Australië           | Emmeline Ragot         | Tracy Moseley     | Kathleen Pruitt  |
| 2010 | Mt-St-Anne       | Canada              | Tracy Moseley          | Sabrina Jonnier   | Emmeline Ragot   |
| 2011 | Champéry         | Zwitserland         | Emmeline Ragot         | Rachel Atherton   | Claire Buchar    |
| 2012 | Saalfelden       | Oostenrijk          | Morgane Charre         | Emmeline Ragot    | Manon Carpenter  |
| 2013 | Pietermaritzburg | Zuid-Afrika         | Rachel Atherton        | Emmeline Ragot    | Tracey Hannah    |
| 2014 | Hafjell          | Noorwegen           | Manon Carpenter        | Rachel Atherton   | Tahnée Seagrave  |
| 2015 | Vallnord         | Andorra             | Rachel Atherton        | Manon Carpenter   | Tracey Hannah    |
| 2016 | Val di Sole      | Italië              | Rachel Atherton        | Myriam Nicole     | Tracey Hannah    |
| 2017 | Cairns           | Australië           | Miranda Miller         | Myriam Nicole     | Tracey Hannah    |
| 2018 | Lenzerheide      | Zwitserland         | Rachel Atherton        | Tahnee Seagrave   | Myriam Nicole    |
| 2019 | Mt-St-Anne       | Canada              | Myriam Nicole          | Tahnee Seagrave   | Marine Cabirou   |
| 2020 | Leogang          | Oostenrijk          | Camille Balanche       | Myriam Nicole     | Monika Hrastinik |

#### Meervoudige winnaars
| Overwinningen | Renner                 | Land                | Jaren                          |
| ------------- | ---------------------- | ------------------- | ------------------------------ |
| 9             | Anne-Caroline Chausson | Frankrijk           | 1996–2003 + 2005               |
| 5             | Rachel Atherton        | Verenigd Koninkrijk | 2008 + 2013 + 2015-2016 + 2018 |
| 2             | Emmeline Ragot         | Frankrijk           | 2009 + 2011                    |
| 2             | Sabrina Jonnier        | Frankrijk           | 2006 + 2007                    |
| 2             | Giovanna Bonazzi       | Italië              | 1991 + 1993                    |

#### Overwinningen per land
| Land                | Aantal |
| ------------------- | ------ |
| Frankrijk           | 15     |
| Verenigd Koninkrijk | 7      |
| Verenigde Staten    | 3      |
| Canada              | 2      |
| Italië              | 2      |
| Nieuw-Zeeland       | 1      |
| Zwitserland         | 1      |

## Dual

### Mannen
| Jaar | Plaats        | Organiserend land | Wereldkampioen | Zilver        | Brons            |
| ---- | ------------- | ----------------- | -------------- | ------------- | ---------------- |
| 2000 | Sierra Nevada | Spanje            | Wade Bootes    | Brian Lopes   | Mickael Deldycke |
| 2001 | Vail          | Verenigde Staten  | Brian Lopes    | Cédric Gracia | Wade Bootes      |

#### Overwinningen per land
| Land             | Aantal |
| ---------------- | ------ |
| Australië        | 1      |
| Verenigde Staten | 1      |

### Vrouwen
| Jaar | Plaats        | Organiserend land | Wereldkampioen         | Zilver         | Brons           |
| ---- | ------------- | ----------------- | ---------------------- | -------------- | --------------- |
| 2000 | Sierra Nevada | Spanje            | Anne-Caroline Chausson | Tara Llanes    | Sabrina Jonnier |
| 2001 | Vail          | Verenigde Staten  | Anne-Caroline Chausson | Katrina Miller | Tara Llanes     |

#### Meervoudige winnaars
| Overwinningen | Renster                | Land      | Jaren     |
| ------------- | ---------------------- | --------- | --------- |
| 2             | Anne-Caroline Chausson | Frankrijk | 2000–2001 |

#### Overwinningen per land
| Land      | Aantal |
| --------- | ------ |
| Frankrijk | 2      |

## 4-Cross

### Mannen
| Jaar | Plaats       | Organiserend land   | Wereldkampioen         | Zilver             | Brons            |
| ---- | ------------ | ------------------- | ---------------------- | ------------------ | ---------------- |
| 2002 | Kaprun       | Oostenrijk          | Brian Lopes            | Cédric Gracia      | Eric Carter      |
| 2003 | Lugano       | Zwitserland         | Michal Prokop          | Eric Carter        | Brian Lopes      |
| 2004 | Les Gets     | Frankrijk           | Eric Carter            | Mickael Deldycke   | Michal Prokop    |
| 2005 | Livigno      | Italië              | Brian Lopes            | Jared Graves       | Mickael Deldycke |
| 2006 | Rotorua      | Nieuw-Zeeland       | Michal Prokop          | Roger Rinderknecht | Guido Tschugg    |
| 2007 | Fort William | Verenigd Koninkrijk | Brian Lopes            | Romain Saladini    | Jurg Meijer      |
| 2008 | Val di Sole  | Italië              | Rafael Alvarez de Lara | Roger Rinderknecht | Mickael Deldycke |
| 2009 | Canberra     | Australië           | Jared Graves           | Romain Saladini    | Jakub Riha       |
| 2010 | Mt-St-Anne   | Canada              | Tomas Slavik           | Jared Graves       | Michal Prokop    |
| 2011 | Champéry     | Zwitserland         | Michal Prokop          | Roger Rinderknecht | Joost Wichman    |
| 2012 | Saalfelden   | Oostenrijk          | Roger Rinderknecht     | Michael Mechura    | Tomáš Slavík     |
| 2013 | Saalfelden   | Oostenrijk          | Joost Wichman          | Michael Mechura    | Quentin Derbier  |
| 2014 | Saalfelden   | Oostenrijk          | Tomáš Slavík           | Michael Mechura    | Simon Waldburger |
| 2015 | Val di Sole  | Italië              | Aiko Göhler            | Luke Cryer         | Benedikt Last    |
| 2016 | Val di Sole  | Italië              | Mitja Ergaver          | Hannes Slavik      | Luke Cryer       |
| 2017 | Val di Sole  | Italië              | Felix Beckeman         | Quentin Derbier    | Giovanni Pozzoni |
| 2018 | Val di Sole  | Italië              | Quentin Derbier        | Tomáš Slavík       | Mikulas Nevrkla  |
| 2019 | Val di Sole  | Italië              | Romain Mayet           | Elliott Heap       | Felix Beckeman   |
| 2020 | Val di Sole  | Italië              |                        |                    |                  |
| 2021 | Val di Sole  | Italië              |                        |                    |                  |

#### Meervoudige winnaars
| Overwinningen | Renner        | Land             | Jaren              |
| ------------- | ------------- | ---------------- | ------------------ |
| 3             | Michal Prokop | Tsjechië         | 2003 + 2006 + 2011 |
| 3             | Brian Lopes   | Verenigde Staten | 2002 + 2005 + 2007 |
| 2             | Tomáš Slavík  | Tsjechië         | 2010 + 2014        |

#### Overwinningen per land
| Land             | Aantal |
| ---------------- | ------ |
| Tsjechië         | 5      |
| Verenigde Staten | 4      |
| Frankrijk        | 2      |
| Australië        | 1      |
| Duitsland        | 1      |
| Slovenië         | 1      |
| Spanje           | 1      |
| Zwitserland      | 1      |
| Zweden           | 1      |

### Vrouwen
| Jaar | Plaats       | Organiserend land   | Wereldkampioen         | Zilver            | Brons             |
| ---- | ------------ | ------------------- | ---------------------- | ----------------- | ----------------- |
| 2002 | Kaprun       | Oostenrijk          | Anne-Caroline Chausson | Katrina Miller    | Sabrina Jonnier   |
| 2003 | Lugano       | Zwitserland         | Anne-Caroline Chausson | Sabrina Jonnier   | Jill Kintner      |
| 2004 | Les Gets     | Frankrijk           | Jana Horakova          | Jill Kintner      | Tara Llanes       |
| 2005 | Livigno      | Italië              | Jill Kintner           | Katrina Miller    | Tara Llanes       |
| 2006 | Rotorua      | Nieuw-Zeeland       | Jill Kintner           | Anneke Beerten    | Anita Molcik      |
| 2007 | Fort William | Verenigd Koninkrijk | Jill Kintner           | Anneke Beerten    | Melissa Buhl      |
| 2008 | Val di Sole  | Italië              | Melissa Buhl           | Jana Horakova     | Romana Labounkova |
| 2009 | Canberra     | Australië           | Caroline Buchanan      | Jill Kintner      | Melissa Buhl      |
| 2010 | Mt-St-Anne   | Canada              | Caroline Buchanan      | Jana Horakova     | Romana Labounkova |
| 2011 | Champéry     | Zwitserland         | Anneke Beerten         | Fionn Griffiths   | Céline Gros       |
| 2012 | Saalfelden   | Oostenrijk          | Anneke Beerten         | Romana Labounkova | Céline Gros       |
| 2013 | Saalfelden   | Oostenrijk          | Caroline Buchanan      | Katie Curd        | Céline Gros       |
| 2014 | Saalfelden   | Oostenrijk          | Katie Curd             | Anneke Beerten    | Steffi Marth      |
| 2015 | Val di Sole  | Italië              | Anneke Beerten         | Lucia Oetjen      | Steffi Marth      |
| 2016 | Val di Sole  | Italië              | Caroline Buchanan      | Franziska Meyer   | Anneke Beerten    |
| 2017 | Val di Sole  | Italië              | Caroline Buchanan      | Romana Labounková | Helene Fruhwirth  |
| 2018 | Val di Sole  | Italië              | Romana Labounková      | Natasha Bradley   | Raphaela Richter  |
| 2019 | Val di Sole  | Italië              | Romana Labounková      | Natasha Bradley   | Mathilde Bernard  |

#### Meervoudige winnaars
| Overwinningen | Renster                | Land             | Jaren                        |
| ------------- | ---------------------- | ---------------- | ---------------------------- |
| 5             | Caroline Buchanan      | Australië        | 2009–2010 + 2013 + 2016-2017 |
| 3             | Anneke Beerten         | Nederland        | 2011–2012 + 2015             |
| 3             | Jill Kintner           | Verenigde Staten | 2005–2007                    |
| 2             | Romana Labounková      | Tsjechië         | 2018–2019                    |
| 2             | Anne-Caroline Chausson | Frankrijk        | 2002–2003                    |

#### Overwinningen per land
| Land                | Aantal |
| ------------------- | ------ |
| Australië           | 5      |
| Verenigde Staten    | 4      |
| Tsjechië            | 3      |
| Nederland           | 3      |
| Frankrijk           | 2      |
| Verenigd Koninkrijk | 1      |

## Trials

### Mannen - 20-inch wiel
| Jaar | Plaats           | Organiserend land   | Wereldkampioen        | Zilver                | Brons                  |
| ---- | ---------------- | ------------------- | --------------------- | --------------------- | ---------------------- |
| 1992 | Lorca            | Spanje              | Alfonso Méndez        | Marc Terricabres      | Javier Calleja         |
| 1993 | Val d'Isère      | Frankrijk           | Joël Gavillet         | Stephan Schlie        | Alfonso Méndez         |
| 1994 | Zafra            | Spanje              | Jesús Hurtado         | Alfonso Méndez        | Stephan Schlie         |
| 1995 | Kirchzarten      | Duitsland           | Jesús Hurtado         | Christopher Noelle    | Gerd Merkel            |
| 1996 | Zuoz             | Zwitserland         | Elias Bonet           | Alfonso Méndez        | Marc Verdaguer         |
| 1997 | Avoriaz          | Frankrijk           | Michael Mesick        | Alfonso Méndez        | Daniel Cegarra         |
| 1998 | Caretagena       | Spanje              | Juan Pedro García     | Daniel Cegarra        | Juan Antonio Linares   |
| 1999 | Avoriaz          | Frankrijk           | Marco Hösel           | Juan Antonio Linares  | Milosz Grajewski       |
| 2000 | Sierra Nevada    | Spanje              | Daniel Comas          | Marco Hösel           | Juan Antonio Linares   |
| 2001 | Vail             | Verenigde Staten    | Rafał Kumorowski      | Marco Hösel           | Benito Ros Charral     |
| 2002 | Kaprun           | Oostenrijk          | Marco Hösel           | Juan Antonio Linares  | Peter Bartak           |
| 2003 | Lugano           | Zwitserland         | Benito Ros Charral    | Marco Hösel           | Vincent Hermance       |
| 2004 | Les Gets         | Frankrijk           | Benito Ros Charral    | Marco Hösel           | Rafał Kumorowski       |
| 2005 | Livigno          | Italië              | Benito Ros Charral    | Marco Hösel           | Juan Daniel De La Peña |
| 2006 | Rotorua          | Nieuw-Zeeland       | Marco Hösel           | Carles Diaz Codina    | Benito Ros Charral     |
| 2007 | Fort William     | Verenigd Koninkrijk | Benito Ros Charral    | Carles Diaz Codina    | Daniel Comas           |
| 2008 | Val di Sole      | Italië              | Benito Ros Charral    | Rafał Kumorowski      | Sebastian Hoffmann     |
| 2009 | Canberra         | Australië           | Benito Ros Charral    | Rafał Kumorowski      | Loris Braun            |
| 2010 | Mt-St-Anne       | Canada              | Benito Ros Charral    | Abel Mustieles Garcia | Rick Koekoek           |
| 2011 | Champéry         | Zwitserland         | Benito Ros Charral    | Abel Mustieles Garcia | Gilles Coustellier     |
| 2012 | Saalfelden       | Oostenrijk          | Benito Ros Charral    | Abel Mustieles Garcia | Vincent Hermance       |
| 2013 | Pietermaritzburg | Zuid-Afrika         | Abel Mustieles Garcia | Aurélien Fontenoy     | Benito Ros Charral     |
| 2014 | Hafjell          | Noorwegen           | Benito Ros Charral    | Abel Mustieles Garcia | Raphael Pils           |
| 2015 | Vallnord         | Andorra             | Abel Mustieles Garcia | Lucien Leiser         | Benito Ros Charral     |
| 2016 | Val di Sole      | Italië              | Abel Mustieles Garcia | Benito Ros Charral    | Ion Areitio            |
| 2017 | Chengdu          | China               | Abel Mustieles Garcia | Dominik Oswald        | Ion Areitio            |
| 2018 | Chengdu          | China               | Thomas Pechhacker     | Ion Areitio           | Dominik Oswald         |
| 2019 | Chengdu          | China               | Dominik Oswald        | Borja Conejos         | Ion Areitio            |

#### Meervoudige winnaars
| Overwinningen | Renner                | Land   | Jaren                        |
| ------------- | --------------------- | ------ | ---------------------------- |
| 10            | Benito Ros Charral    | Spanje | 2003-2005 + 2007-2012 + 2014 |
| 4             | Abel Mustieles Garcia | Spanje | 2013 + 2015-2017             |
| 3             | Marco Hösel           | Spanje | 1999 + 2002 + 2006           |
| 2             | Jesús Hurtado         | Spanje | 1994-1995                    |

#### Overwinningen per land
| Land        | Aantal |
| ----------- | ------ |
| Spanje      | 20     |
| Duitsland   | 5      |
| Polen       | 1      |
| Zwitserland | 1      |
| Oostenrijk  | 1      |

### Mannen - 26-inch wiel
| Jaar | Plaats           | Organiserend land   | Wereldkampioen      | Zilver              | Brons                  |
| ---- | ---------------- | ------------------- | ------------------- | ------------------- | ---------------------- |
| 1995 | Kirchzarten      | Duitsland           | Thierry Girard      | Gerd Merkel         | Seliga Radek           |
| 1996 | Zuoz             | Zwitserland         | Thierry Girard      | Sylvain Girard      | Gerd Merkel            |
| 1997 | Avoriaz          | Frankrijk           | Thierry Girard      | Sylvain Girard      | Bruno Arnold           |
| 1998 | Caretagena       | Spanje              | Bruno Arnold        | Marc Caisso         | Juan Francisco Sánchez |
| 1999 | Avoriaz          | Frankrijk           | Marc Caisso         | Bruno Arnold        | Marc Vinco             |
| 2000 | Sierra Nevada    | Spanje              | Marc Vinco          | Marc Caisso         | Bruno Arnold           |
| 2001 | Vail             | Verenigde Staten    | Marc Caisso         | Daniel Comas        | Bruno Arnold           |
| 2002 | Kaprun           | Oostenrijk          | Kenny Belaey        | Marc Vinco          | Marc Caisso            |
| 2003 | Lugano           | Zwitserland         | Giacomo Coustellier | Marc Caisso         | Kenny Belaey           |
| 2004 | Les Gets         | Frankrijk           | Daniel Comas        | Vincent Hermance    | Marc Caisso            |
| 2005 | Livigno          | Italië              | Kenny Belaey        | Vincent Hermance    | Benito Ros Charral     |
| 2006 | Rotorua          | Nieuw-Zeeland       | Kenny Belaey        | Vincent Hermance    | Giacomo Coustellier    |
| 2007 | Fort William     | Verenigd Koninkrijk | Vincent Hermance    | Giacomo Coustellier | Kenny Belaey           |
| 2008 | Val di Sole      | Italië              | Gilles Coustellier  | Vincent Hermance    | Daniel Comas           |
| 2009 | Canberra         | Australië           | Gilles Coustellier  | Kenny Belaey        | Vincent Hermance       |
| 2010 | Mt-St-Anne       | Canada              | Kenny Belaey        | Benito Ros Charral  | Marc Caisso            |
| 2011 | Champéry         | Zwitserland         | Gilles Coustellier  | Kenny Belaey        | Vincent Hermance       |
| 2012 | Saalfelden       | Oostenrijk          | Gilles Coustellier  | Vincent Hermance    | Kenny Belaey           |
| 2013 | Pietermaritzburg | Zuid-Afrika         | Vincent Hermance    | Gilles Coustellier  | Kenny Belaey           |
| 2014 | Hafjell          | Noorwegen           | Gilles Coustellier  | Aurélien Fontenoy   | Kenny Belaey           |
| 2015 | Vallnord         | Andorra             | Vincent Hermance    | Jack Carthy         | Kenny Belaey           |
| 2016 | Val di Sole      | Italië              | Jack Carthy         | Gilles Coustellier  | Kenny Belaey           |
| 2017 | Chengdu          | China               | Jack Carthy         | Nicolas Vallée      | Kenny Belaey           |
| 2018 | Chengdu          | China               | Jack Carthy         | Sergi Llongueras    | Nicolas Vallée         |
| 2019 | Chengdu          | China               | Sergi Llongueras    | Nicolas Vallée      | Jack Carthy            |

#### Meervoudige winnaars
| Overwinningen | Renner             | Land                | Jaren                        |
| ------------- | ------------------ | ------------------- | ---------------------------- |
| 5             | Gilles Coustellier | Frankrijk           | 2008-2009 + 2011-2012 + 2014 |
| 4             | Kenny Belaey       | België              | 2002 + 2005-2006 + 2010      |
| 3             | Thierry Girard     | Frankrijk           | 1995-1997                    |
| 3             | Vincent Hermance   | Frankrijk           | 2007 + 2013 + 2015           |
| 3             | Jack Carthy        | Verenigd Koninkrijk | 2016-2018                    |
| 2             | Marc Caisso        | Frankrijk           | 1999 + 2001                  |

#### Overwinningen per land
| Land                | Aantal |
| ------------------- | ------ |
| Frankrijk           | 16     |
| België              | 4      |
| Verenigd Koninkrijk | 3      |
| Spanje              | 2      |

### Vrouwen
| Jaar | Plaats           | Organiserend land   | Wereldkampioen     | Zilver                     | Brons               |
| ---- | ---------------- | ------------------- | ------------------ | -------------------------- | ------------------- |
| 2001 | Vail             | Verenigde Staten    | Karin Moor         | Floriane Combé             | Céline Warther      |
| 2002 | Kaprun           | Oostenrijk          | Karin Moor         | Lucie Miramond             | Floriane Combé      |
| 2003 | Lugano           | Zwitserland         | Karin Moor         | Anne-Christin Bettenhausen | Lucie Miramond      |
| 2004 | Les Gets         | Frankrijk           | Karin Moor         | Anne-Christin Bettenhausen | Mireia Abant Condal |
| 2005 | Livigno          | Italië              | Karin Moor         | Anne-Christin Bettenhausen | Mireia Abant Condal |
| 2006 | Rotorua          | Nieuw-Zeeland       | Karin Moor         | Mireia Abant Condal        | Gemma Abant Condal  |
| 2007 | Fort William     | Verenigd Koninkrijk | Karin Moor         | Gemma Abant Condal         | Mireia Abant Condal |
| 2008 | Val di Sole      | Italië              | Gemma Abant Condal | Karin Moor                 | Julie Pesenti       |
| 2009 | Canberra         | Australië           | Karin Moor         | Julie Pesenti              | Gemma Abant Condal  |
| 2010 | Mt-St-Anne       | Canada              | Gemma Abant Condal | Karin Moor                 | Tatiana Janickova   |
| 2011 | Champéry         | Zwitserland         | Karin Moor         | Gemma Abant Condal         | Mireia Abant Condal |
| 2012 | Saalfelden       | Oostenrijk          | Gemma Abant Condal | Andrea Wesp                | Tatiana Janickova   |
| 2013 | Pietermaritzburg | Zuid-Afrika         | Tatiana Janickova  | Gemma Abant Condal         | Janine Jungfels     |
| 2014 | Hafjell          | Noorwegen           | Tatiana Janickova  | Nina Reichenbach           | Gemma Abant Condal  |
| 2015 | Vallnord         | Andorra             | Janine Jungfels    | Tatiana Janickova          | Nina Reichenbach    |
| 2016 | Val di Sole      | Italië              | Nina Reichenbach   | Janine Jungfels            | Perrine Devahive    |
| 2017 | Chengdu          | China               | Nina Reichenbach   | Nadine Kåmark              | Irene Caminos       |
| 2018 | Chengdu          | China               | Nina Reichenbach   | Manon Basseville           | Janine Jungfels     |
| 2019 | Chengdu          | China               | Nina Reichenbach   | Vera Barón                 | Manon Basseville    |

#### Meervoudige winnaars
| Overwinningen | Renster            | Land        | Jaren                   |
| ------------- | ------------------ | ----------- | ----------------------- |
| 9             | Karin Moor         | Zwitserland | 2001-2007 + 2009 + 2011 |
| 4             | Nina Reichenbach   | Duitsland   | 2016-2019               |
| 3             | Gemma Abant Condal | Spanje      | 2008 + 2010 + 2012      |
| 2             | Tatiana Janickova  | Slowakije   | 2013 + 2014             |

#### Overwinningen per land
| Land        | Aantal |
| ----------- | ------ |
| Zwitserland | 9      |
| Duitsland   | 4      |
| Spanje      | 3      |
| Slowakije   | 2      |
| Australië   | 1      |

### Team
| Jaar | Plaats           | Organiserend land   | Wereldkampioen                                                                                     | Zilver                                                                                              | Brons                                                                                             |
| ---- | ---------------- | ------------------- | -------------------------------------------------------------------------------------------------- | --------------------------------------------------------------------------------------------------- | ------------------------------------------------------------------------------------------------- |
| 1992 | Lorca            | Spanje              | Spanje                                                                                             | Zwitserland                                                                                         | Frankrijk                                                                                         |
| 1993 | Val d'Isère      | Frankrijk           | | |                                                                                                   |
| 1994 | Zafra            | Spanje              | | |                                                                                                   |
| 1995 | Kirchzarten      | Duitsland           | Frankrijk/ Spanje                                                                                  | Duitsland                                                                                           | Zwitserland                                                                                       |
| 1996 | Zuoz             | Zwitserland         | Frankrijk/ Spanje                                                                                  | Duitsland                                                                                           | Zwitserland                                                                                       |
| 1997 | Avoriaz          | Frankrijk           | | |                                                                                                   |
| 1998 | Caretagena       | Spanje              | Frankrijk/ Spanje                                                                                  | Polen/ Spanje                                                                                       | Duitsland/ Polen                                                                                  |
| 1999 | Avoriaz          | Frankrijk           | Frankrijk/ Spanje                                                                                  | Polen/ Spanje                                                                                       | Duitsland/ Polen                                                                                  |
| 2000 | Sierra Nevada    | Spanje              | Frankrijk/ Spanje                                                                                  | Duitsland/ Spanje                                                                                   | Polen                                                                                             |
| 2001 | Vail             | Verenigde Staten    | Frankrijk/ Spanje                                                                                  | Duitsland/ Spanje                                                                                   | Polen                                                                                             |
| 2002 | Kaprun           | Oostenrijk          | Frankrijk                                                                                          | Spanje/ Tsjechië                                                                                    | Polen                                                                                             |
| 2003 | Lugano           | Zwitserland         | | |                                                                                                   |
| 2004 | Les Gets         | Frankrijk           | Spanje Benito Ros, Andreu Miro, David Garcia Barriuso, Mireia Abant, Daniel Comas                  | Duitsland Marco Hösel, Stefan Lange, Ann-Christin Bettenhausen, Felix Heller, Sébastian Hoffmann    | Zwitserland Karin Moor, Sébastian Honegger, Stefan Moor, Roger Keller                             |
| 2005 | Livigno          | Italië              | Frankrijk Florian Tournier, Guillaume Dunan, Julie Pesenti, Vincent Hermance, Marc Remy            | Spanje Benito Ros, David Garcia, Mireia Abant, Daniel Comas                                         | Duitsland Marco Hösel, Marco Thomä, Ann-Christin Bettenhausen, Wilko Brandt, Max-Christian Schrom |
| 2006 | Rotorua          | Nieuw-Zeeland       | Frankrijk Marc Caisso, Nicolas Vuillermot, Aurélien Fontenoy, Julie Pesenti                        | Duitsland Marco Hösel, Marco Thomä, Sebastian Hoffmann, Ann-Christin Bettenhausen, Matthias Mhros   | Spanje Benito Ros, Daniel Comas, Eduard Planas, Mireia Abant                                      |
| 2007 | Fort William     | Verenigd Koninkrijk | Spanje Benito Ros Charral, Eduard Planas, Daniel Comas, Andreu Miro, Mireia Abant Condal           | Frankrijk Marc Caisso, Kevin Aglae, Vincent Hermance, Aurélien Fontenoy, Julie Pesenti              | Duitsland Sebastian Hoffmann, Julian Peter, Thomas Mrohs, Hannes Herrmann, Elisa Brieden          |
| 2008 | Val di Sole      | Italië              | Spanje Abel Mustieles, Andreu Miro, Gemma Abant, Benito Ros, Daniel Comas                          | Frankrijk Kevin Aglae, Theau Courtes, Julie Pesenti, Marc Caisso, Vincent Hermance                  | Zwitserland Loris Braun, Jérome Chapuis, Karin Moor, Stefan Moor, Roger Keller                    |
| 2009 | Canberra         | Australië           | Spanje Abel Mustieles, Benito Ros, Gemma Abant, Rafael Tibau, Carles Diaz                          | Frankrijk Kevin Aglae, Aurélien Fontenoy, Julie Pesenti, Anthony Grenier, Gilles Coustellier        | België Roderique Timellini, Wesley Belaey, Nicolas Massart, Kenny Belaey                          |
| 2010 | Mt-St-Anne       | Canada              | Spanje Ion Areitio, Benito Ros Charral, Gemma Abant Condal, Rafael Tibau, Abel Mustieles           | Frankrijk Marius Merger, Aurélien Fontenoy, Morgan Vassor, Gilles Coustellier                       | Duitsland Raphael Pils, Matthias Mrohs, Andrea Wesp, Robin Fix, Hannes Herrmann                   |
| 2011 | Champéry         | Zwitserland         | Frankrijk Marius Merger, Gilles Coustellier, Yann Dunant, Vincent Hermance                         | Duitsland Raphael Pils, Matthias Mrohs, Romina Fix, Robin Fix, Hannes Herrmann                      | Zwitserland Lucien Leiser, Loris Braun, Karin Moor, David Bonzon, Jérôme Chapuis                  |
| 2012 | Saalfelden       | Oostenrijk          | Spanje Bernat Seuba, Benito Ros Charral, Gemma Abant Condal, Eloi Para Caballe, Rafael Tibau Roura | Frankrijk Maxime Muffat, Vincent Hermance, Marion Porchet, Clément Meot, Gilles Coustellier         | Duitsland Raphael Pils, Matthias Mrohs, Andrea Wesp, Jonathan Sandritter, Hannes Herrmann         |
| 2013 | Pietermaritzburg | Zuid-Afrika         | Spanje Bernat Seuba, Benito Ros Charral, Rafael Tibau, Gemma Abant Condal                          | Frankrijk Aurélien Fontenoy, Jeremy Descloux, Gilles Coustellier, Marion Porcher                    | Duitsland Lucas Krell, Matthias Mrohs, Hannes Herrmann, Andrea Wesp                               |
| 2014 | Hafjell          | Noorwegen           | Duitsland Dominik Oswald, Raphael Pils, Moritz Mettenheimer, Hannes Herrmann, Nina Reichenbach     | Frankrijk Alex Rudeau, Aurélien Fontenoy, Nicolas Vallée, Vincent Hermance, Marion Porcher          | Spanje Oriol Roca, Abel Mustieles Garcia, Sergi Llongueras, Rafael Tibau, Gemma Abant Condal      |
| 2015 | Vallnord         | Andorra             | Frankrijk Vincent Hermance, Nicolas Vallée, Manon Basseville, Nicolas Fleury, Benjamin Durville    | Zwitserland Lucien Leiser, Loris Braun, Tom Blaser, Jonas Koenig, Debi Studer                       | Duitsland Hannes Hermann, Jannis Oing, Nina Reichenbach, Dominik Oswald, Raphael Pils             |
| 2016 | Val di Sole      | Italië              | Frankrijk Vincent Hermance, Manon Basseville, Nicolas Vallée, Alex Rudeau, Louis Grillon           | Spanje Abel Mustieles Garcia, Rafael Tibau, Irene Caminos, Jordi Araque, Eloi Palau                 | Duitsland Jonas Friedrich, Jannis Oing, Nina Reichenbach, Dominik Oswald, Raphael Pils            |
| 2017 | Chengdu          | China               | Frankrijk Vincent Hermance, Manon Basseville, Noah Cardona, Alex Rudeau, Louis Grillon             | Duitsland Raphael Zehentner, Jonathan Sandritter, Nina Reichenbach, Dominik Oswald, Noah Sandritter | Zwitserland Lucien Leiser, Tom Blaser, Romain Bellanger, Christian Siegrist, Debi Studer          |
| 2018 | Chengdu          | China               | Spanje Sergi Llongueras, Alejandro Montalvo, Martí Arán, Ion Areitio, Irene Caminos                | Duitsland Oliver Widmann, Andreas Strasser, Nina Reichenbach, Dominik Oswald, Noah Sandritter       | Frankrijk Nicolas Vallée, Manon Basseville, Nathan Charra, Alex Rudeau, Arnaud Janin              |
| 2019 | Chengdu          | China               | Spanje Alejandro Montalvo, Toni Guillén, Sergi Llongueras, Daniel Barón, Vera Barón                | Zwitserland Tom Blaser, Lucien Leiser, Vito Gonzalez, Loris Gonzalez, Debi Studer                   | Frankrijk Nicolas Vallée, Charles Chibaudel, Louis Grillon, Thomas Jeu, Manon Basseville          |

#### Meervoudige winnaars
| Overwinningen | Land      | Jaren                                                                   |
| ------------- | --------- | ----------------------------------------------------------------------- |
| 16            | Spanje    | 1992 + 1995-1996 + 1998-2001 + 2004 + 2007-2010 + 2012-2013 + 2018-2019 |
| 13            | Frankrijk | 1995-1996 + 1998-2002 + 2005-2006 + 2011 + 2015-2017                    |

#### Overwinningen per land
| Land      | Aantal |
| --------- | ------ |
| Spanje    | 16     |
| Frankrijk | 13     |
| Duitsland | 1      |

## Organisatie
De organisatie van het WK wielrennen is een honorarium verschuldigd aan de UCI, om het wereldkampioenschap te mogen organiseren. Voor de edities van 2025 en 2026 bedraagt het honorarium CHF 500.000 per editie. Voor de edities van 2028, 2029 en 2030 bedraagt de fee CHF 620.000 per editie. De editie van 2027 is onderdeel van het 'Super-WK wielrennen' en kent daarom geen apart honorarium.